# Joseph Deharbe
Joseph Deharbe, né le 11 avril 1800 à Strasbourg et mort le 8 novembre 1871 à l'abbaye de Maria Laach à Glees, est un prêtre jésuite français, missionnaire en Allemagne, auteur d'un catéchisme en langue allemande.

## Biographie
Joseph Deharbe entre dans la Compagnie de Jésus en 1817. Sa formation de Jésuite achevée, il est ordonné prêtre en 1828. Il enseigne pendant onze ans la rhétorique dans les collèges jésuites de Brigue et de Fribourg en Suisse. En 1840-1842, il assure une mission catholique à Köthen dans la principauté d'Anhalt en Allemagne ; il publie en 1842 à Köthen un petit manuel Unterricht über die Andacht zu dem allerheiligsten Herzen Jesu und Mariä und über deren Bruderschaften, nebst einigen bezüglichen Gebeten und Gesängen. De 1845 à 1847, il est recteur du séminaire de Lucerne, où il occupe une chaire de théologie pastorale,.

## Son catéchisme
Lors de sa mission à Köthen dans un duché protestant, il sent le besoin d'un catéchisme de qualité en allemand pour venir en aide aux petites communautés catholiques de la région. Pour sa rédaction, il fait le choix de s'appuyer sur le catéchisme de Mayence de 1842 comme du catéchisme de l'évêque Jacques-Bénigne Bossuet. Il publie un premier catéchisme en 1847, sans nom d'auteur, sous le titre Katholischer Katechismus oder Lehrbegriff ; quatre versions successives seront éditées.
Ce catéchisme reçoit l'approbation des évêques allemands qui l'introduisent officiellement dans leur diocèse : en 1848, dans le diocèse de Linsburg ; en 1849 dans ceux de Trèves et de Hildesheim ; en 1853, les évêques bavarois, qui avaient décidé d'introduire un catéchisme commun pour tout le royaume de Bavière, proposent le catéchisme de Deharbe ; les autres diocèses allemands l'adoptent successivement de 1854 à 1868 ; l'Autriche l'adopte sous une forme révisée en 1897.
À partir de 1851, l'ouvrage est traduit en français, italien, espagnol, anglais (sous le titre : A Complete Catechism of the Catholic Religion et d'autres langues, dont le marathi.